# Dubbelstjärna
Denna artikel handlar om den astronomiska företeelsen dubbelstjärna. För Robert A. Heinleins roman med samma namn, se Dubbelstjärna (roman).

En konstnärs framställning av ett dubbelstjärnesystem bestående av ett svart hål med ackretionsskiva och en ordinär stjärna

En dubbelstjärna eller binär stjärna är ett stjärnsystem som består av två stjärnor i stället för en enda som i vårt eget solsystem. Dubbelstjärnorna kretsar kring en gemensam tyngdpunkt.
En dubbelstjärna är inte samma sak som en optisk dubbelstjärna. Optiska dubbelstjärnor ser ut att ligga nära varandra sett från jorden, men ligger i verkligheten på olika avstånd och är inte styrda av varandras gravitationella krafter. 
Det finns många dubbelstjärnor, kanske till och med fler än det finns enstjärnesystem. Dubbelstjärnor är viktiga inom astrofysiken eftersom man kan studera stjärnorna närmare i sådana system.
Dubbelstjärnor kan hittas visuellt genom teleskop eller mer indirekt med hjälp av deras spektra. Om dubbelstjärnor hamnar i omloppsbana runt sitt masscentrum kan de förmörka varandra. Sådana stjärnor kallas förmörkelsebinärer.
När systemets komponenter har olika utgångsmassa kommer de att åldras i olika takt. Detta kan få spektakulära konsekvenser om den ena stjärnan till exempel fyller sin Roche-lob och det bildas en ackretionsskiva. Komponenterna kan ha olika massa och olika åldrar. Exempel på dubbelstjärnor är Algol, Sirius och Cygnus X-1 (där den ena medlemmen troligtvis är ett svart hål).

Animation av ett binärt stjärnsystem som visar primärförmörkelse och sekundärförmörkelse.
Animation av ett binärt stjärnsystem som visar när det sker en överföring av massa mellan stjärnorna.

## Upptäcktshistoria

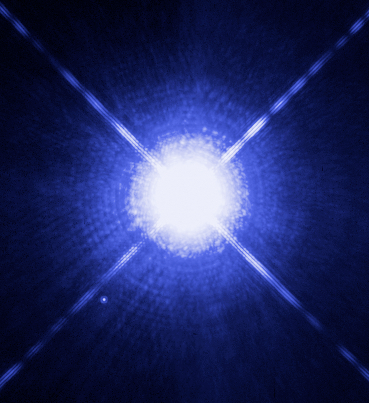
Detta fotografi taget med Rymdteleskopet Hubble visar Sirius A och dess lilla kompanjon Sirius B (den ljusa fläcken nere till vänster).

Termen "dubbelstjärna" användes för första gången av William Herschel år 1802. Med teleskop kunde man upptäcka många fler dubbelstjärnor än vad som tidigare varit möjligt. År 1780 hade Herschel mätt upp avståndet mellan stjärnorna och deras plats för över 700 par stjärnor. Under den tid han observerade upptäckte han att 50 av dessa 700 hade ändrat läge.

## Observationsmetoder

### Visuell dubbelstjärna
Enligt en klassisk uppdelning är en visuell dubbelstjärna ett stjärnpar vars två komponenter kan urskiljas var för sig genom teleskop. Vid verklig visuell observation genom jordatmosfären motsvarar detta grovt en separation större än 0,1 bågsekunder för ett par med ungefär lika ljusstarka komponenter. Eftersom även denna undre gräns på 10 parsek motsvarar 1 AU, medan det 1000 pc bort ger en verklig separation på 100 AU är det klart att visuella par (som kan ha separationer på flera bågsekunder) i allmänhet har mycket långa perioder. I de flesta fall kommer stjärnorna i visuella par att kunna utvecklas till jättestjärnor utan att påverka varandra. Visuella dubbelstjärnor är mycket vanliga eftersom fördelningen över (log) fysisk separation är ganska jämn ut till tiotusentals AU.

### Astrometrisk dubbelstjärna
En astrometrisk dubbelstjärna är en dubbelstjärna vars duplicitet framgår av dess icke-linjära egenrörelse. Stjärnan ser ut som en vanlig enkel stjärna, men genom astrometriska observationer finner man att egenrörelsen kan delas upp i en vanlig linjär del plus en del som kan tolkas som elliptisk banrörelse. Storleken av fotocentrums ellipsbana beror på systemets verkliga storlek samt stjärnornas olika ljusstyrkor. Två identiska stjärnor ger ett orörligt fotocentrum, medan en helt dominerande komponent ger ett fotocentrum som rör sig som denna dominerande komponent i förhållande till systemets tyngdpunkt. Ett exempel på det senare fallet är Sirius som var känd som astrometrisk dubbelstjärna innan den vita dvärgkomponenten upptäcktes visuellt. Även exoplaneter kan upptäckas astrometriskt på samma sätt men precisionen som krävs är extrem.

## Science fiction
- I Doctor Who-avsnittet Pyramids of Mars från 1975 förekom den först referensen till doktorns hemplanet Gallifrey, som befinner sig i ett dubbelt stjärnsystem.
- I Stjärnornas krig befinner sig den fiktiva planeten Tatooine i ett dubbelstjärnsystem.[2]
- Romanen Solaris skriven 1961 av Stanisław Lem, utspelar sig i närheten av ett binärt stjärnsystem.
- Netflix serien "3 Body Problem" från 2024 får man följa forskare som blir attackerade av utomjordiskt liv som har utvecklats under trekropparsproblemet.

### Fotnoter
1. ↑  ”Hur vanliga är dubbelstjärnor?”. Illustrerad vetenskap. 1 juli 2007. http://illvet.se/universum/stjarnor/hur-vanliga-ar-dubbelstjarnor. Läst 12 april 2016.
2. ↑  ”Multipla stjärnor”. Sveriges radio. 17 februari 2015. http://sverigesradio.se/sida/artikel.aspx?programid=4670&artikel=6096074. Läst 12 april 2016.